# Emmanuel Neeffs

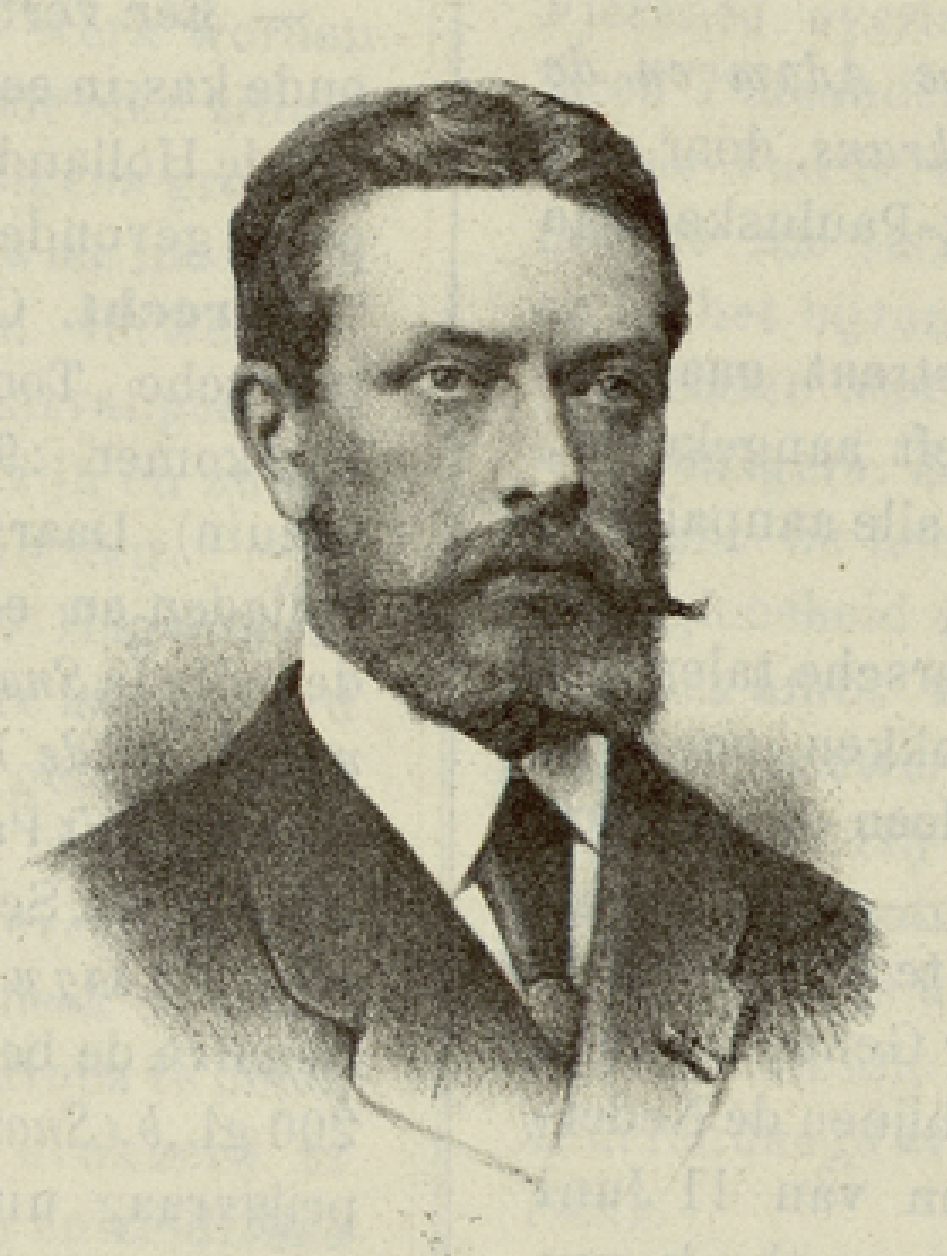
Emmanuel Neeffs

Emmanuel Neeffs (Mechelen, 13 september 1841 - Bonheiden, 26 januari 1879) was een Belgisch historicus en burgemeester.

## Biografie

### Familie
Emmanuel Neeffs was een telg uit de familie Neeffs. Hij was een zoon van Corneille Neeffs (1808-1879), advocaat en provincieraadslid van Antwerpen, en een kleinzoon van Charles du Trieu de Terdonck.
Hij trouwde in 1865 in Leuven met Ludwine d'Udekem (1842-1875). Hij was een schoonbroer van baron Albert d'Udekem d'Acoz, betovergrootvader van koningin Mathilde. Ze kregen een zoon en twee dochters. Hun dochter Gabrielle trouwde in 1886 in Leuven met graaf Gustave de Vrière (1859-1939), broer van graaf Etienne de Vrière. Twee van hun kleindochters trouwden met baron Etienne Orban de Xivry.

### Loopbaan
Neeffs liep school aan het Pitsenburgcollege in Mechelen en aan het Collège Notre-Dame de la Paix in Namen. Hij behaalde de diploma's van doctor in de rechten en doctor in de staatswetenschappen (Leuven en Gent). Terug in zijn geboortestad hield hij zich bezig met historisch onderzoek naar Mechelse schilders en beeldhouwers, waaronder de Lucas Faydherbe, en publiceerde hij een historische inventaris van de schilderijen en beeldhouwwerken die te vinden zijn in religieuze en burgerlijke gebouwen en de straten van Mechelen (1869). Na deze publicatie werd hij tot lid van de Koninklijke Commissie voor Monumenten en Landschappen voor de provincie Antwerpen benoemd. Hij werkte ook vaak mee aan Messager des sciences historiques et archives des arts et de la Belgique.
In 1874 werd hij burgemeester van Bonheiden.

## Publicaties (selectie)
- Le monastère de l'Ile-Duc à Gempe, Leuven, Peeters, 1867.
- Le monastère du Val-des-Lys. Leliëndael, Leuven, Peeters, 1868.
- Inventaire historique des tableaux et des sculptures se trouvant dans les édifices religieux et civils et dans les rues de Malines, Leuven, Fonteyn, 1869.
- Histoire de la peinture et de la sculpture à Malines, 3 vol., Gent, Vanderhaeghen, 1876.
- 'L'hôtel de Busleyden à Malines', in Bulletin de la Commission royale d'Art de d'Archéologie 14, 1875.
- 'Notes sur les anciennes verrières de l'église métropolitaine de Malines', in Messager des sciences historiques 1, 1877, 1-27.
- 'Les blasons des chevaliers de l'Ordre de la Toison d'Or conservés dans l'église de Saint-Rombaut à Malines', in Messager des sciences historiques 2, 1878, 174-185.
- Jean Neeffs, dit Nevius, religieux de l'ordre des ermites de saint Augustin, 1576-1656, Leuven, Peeters, 1868.